# Szakállas amandina
A szakállas amandina (Poephila cincta) a madarak (Aves) osztályának verébalakúak (Passeriformes) rendjéhez, ezen belül a díszpintyfélék (Estrildidae) családjához tartozó faj.

## Rendszerezése
A fajt John Gould angol ornitológus írta le 1837-ben.

## Alfajai
- Poephila cincta atropygialis Diggles, 1876
- Poephila cincta cincta (Gould, 1837)[2]

## Előfordulása
Ausztrália északnyugati részén honos. Természetes élőhelyei a szubtrópusi és trópusi lombhullató erdők, szavannák és cserjések, valamint szántóföldek és legelők. Állandó, nem vonuló faj.

## Megjelenése
Testhossza 11 centiméter, testtömege 11-17 gramm.

## Életmódja
Fűmagvakkal táplálkozik.

## Szaporodása
Fészekalja 4-5 fehér tojásból áll, melyen 14 napig kotlik. A fiókák kirepülési ideje még 21 nap.

## Természetvédelmi helyzete
Az elterjedési területe nagy, egyedszáma viszont csökken, de még ne éri el a kritikus szintet. A Természetvédelmi Világszövetség Vörös listáján nem fenyegetett fajként szerepel.